# Emiliano Zapata, Tamuín
Emiliano Zapata är en ort i Mexiko.   Den ligger i kommunen Tamuín och delstaten San Luis Potosí, i den centrala delen av landet, 300 km norr om huvudstaden Mexico City. Emiliano Zapata ligger 57 meter över havet och antalet invånare är 708.
Terrängen runt Emiliano Zapata är platt österut, men västerut är den kuperad. Terrängen runt Emiliano Zapata sluttar österut. Runt Emiliano Zapata är det ganska glesbefolkat, med 25 invånare per kvadratkilometer. Närmaste större samhälle är Tamuin, 19,2 km söder om Emiliano Zapata. Omgivningarna runt Emiliano Zapata är en mosaik av jordbruksmark och naturlig växtlighet.